# Взаємодія ліганд-рецептор
Взаємодія ліганд-рецептор (англ. ligand-receptor interaction) — бімолекулярна оборотна асоціація ліганда L та рецептора R з утворенням LR, що приводить до зменшення ентропії через втрату як частинками L, так і R по 3 ступені свободи поступального та обертального рухів. Таким чином, число ступенів свободи зменшується в LR з 12 до 6. Оскільки зміна ентропії є від'ємною, то вільна енергія зменшується за рахунок зменшення ентальпії взаємодії між полярними групами та інших видів нековалентних взаємодій, які залежать від комплементарності обох частинок. Сприяти утворенню LR може також гідрофобний ефект, що спричиняє вилучення молекул води із сольватаційної оболонки ліганда чи рецептора.
Взаємодії рецепторів і лігандів лежать в основі всіх біологічних подій, що відбуваються в живих клітинах. Розуміння взаємодії взаємодоповнюючих макромолекул у біологічних системах є пріоритетним напрямком досліджень у біонанотехнологіях для проектування штучних систем, що імітують природні процеси.